# ワン・ハート
『ワン・ハート』（英: One Heart=一つの心）は、2003年3月24日に発売されたカナダ人歌手セリーヌ・ディオンの通算29枚目、英語盤では10枚目のアルバム。

## アルバム概要
ラスベガスのシーザーズ・パレスを改装し、5年にわたり行われたディオンのコンサート「A New Day...」の開演にあわせて発売された。
リードトラックに選ばれた「アイ・ドローヴ・オール・ナイト」は、1989年にシンディ・ローパーによって歌われた曲のカバーであり、1992年にロイ・オービソンによるバージョンが放送された。アメリカと一部の3つの国では2枚目のシングルとして「ハヴ・ユー・エヴァー・ビーン・イン・ラヴ」がリリースされた。ディオンの前作アルバム『ア・ニュー・デイ・ハズ・カム』にも同じ音源が収録されている。また、アメリカ以外では2枚目のシングルとして「ワン・ハート」がリリースされ、2003年末には「スタンド・バイ・ユア・サイド」（アメリカ）と「フェイス」（カナダ）がラジオリリースされた。
「リヴィール」はブリトニー・スピアーズの「トキシック」、カイリー・ミノーグの「キャント・ゲット・ユー・アウト・オブ・マイ・ヘッド」を書いたキャシー・デニスによる作曲である。
「ソーリー・フォー・ラヴ」(2003 ヴァージョン)はディオンの前作『ア・ニュー・デイ・ハズ・カム』に収録されているダンス・バージョンの原曲である。
「クダ・ウダ・シュダ」は『ア・ニュー・デイ・ハズ・カム』の限定版ボーナスDVDにDVD-Audioとして収録されている。
「ジュ・テーム・アンコール」はフランス語でもレコーディングが行われ、ディオンの次のアルバム『1人の女と4人の男』に収録されている。
「アイ・ノウ・ホワット・ラヴ・イズ」は元々、前作『ア・ニュー・デイ・ハズ・カム』用にピア・アストロムによってプロデュースされたが、その時何らかの理由でレコード会社によって収録に不適当であると判断されたためお蔵入りし、後にリック・ウェイクの再プロデュースでこのアルバムへの収録が実現した。
アメリカでは2003年から2004年にかけてダイムラークライスラーのキャンペーンソングとして「アイ・ドローヴ・オール・ナイト」、「ハヴ・ユー・エヴァー・ビーン・イン・ラヴ」、「ワン・ハート」、「ラヴ・イズ・オール・ウィー・ニード」が使用された。
2003年11月、このアルバムはセリーヌ・ディオンにアメリカン・ミュージック・アワードのFavorite Artist in the Adult Contemporary部門での優勝をもたらした。
また「ハヴ・ユー・エヴァー・ビーン・イン・ラヴ」と「アイ・ドローヴ・オール・ナイト」はコンサート『A New Day...』の構成曲の一つである。後にCD『ア・ニュー・デイ・・・ライヴ・イン・ラス・ヴェガス』に収録された。

## 収録曲
| #   | タイトル                                     | 作詞・作曲                                                         | プロデューサー                        | 時間 |
| --- | -------------------------------------------- | ------------------------------------------------------------------ | ------------------------------------- | ---- |
| 1.  | 「アイ・ドローヴ・オール・ナイト」           | ビリー・スタインバーグ トム・ケリー                                | ピア・アストロム ヴィート・ルプラーノ | 4:00 |
| 2.  | 「ラヴ・イズ・オール・ウィー・ニード」       | マックス・マーティン ラミ・ヤコブ                                  | マーティン ヤコブ                     | 3:49 |
| 3.  | 「フェイス」                                 | マーティン ヤコブ                                                  | マーティン ヤコブ                     | 3:42 |
| 4.  | 「イン・ヒズ・タッチ」                       | マーティン ヤコブ                                                  | マーティン ヤコブ                     | 3:54 |
| 5.  | 「ワン・ハート」                             | ジョン・シャンクス カーラ・ディオガルディ                          | シャンクス ディオガルディ             | 3:24 |
| 6.  | 「スタンド・バイ・ユア・サイド」             | ポール・バリー マーク・テイラー                                    | テイラー ウンベルト・ガティカ         | 3:33 |
| 7.  | 「ネイキッド」                               | アンダース・バッゲ アストロム トロイ・バージズ                     | バッゲ アストロム ルプラーノ          | 3:40 |
| 8.  | 「ソーリー・フォー・ラヴ」(2003ヴァージョン) | ディオガルディ バッゲ アストロム アーンサー・バーギッソン          | バッゲ アストロム                     | 4:27 |
| 9.  | 「ハヴ・ユー・エヴァー・ビーン・イン・ラヴ」 | バッゲ アストロム トーマス・ニコルズ ダリル・ホール ライラ・バッグ | バッゲ アストロム                     | 4:08 |
| 10. | 「リヴィール」                               | キャシー・デニス グレッグ・ウェルズ                                | リック・ウェイク リッチー・ジョーンズ | 4:11 |
| 11. | 「クダ・ウダ・シュダ」                       | クリスチャン・ランディン アンドレアス・カールソン                  | ランディン                            | 3:27 |
| 12. | 「フォーゲット・ミー・ノット」               | ガイ・ロッチ シェリー・ペイケン                                    | ロッチ                                | 4:06 |
| 13. | 「アイ・ノウ・ホワット・ラヴ・イズ」         | ウェイク アーニー・ローマン                                        | ウェイク ジョーンズ                   | 4:28 |
| 14. | 「ジュ・テーム・アンコール」                 | ジャン=ジャック・ゴールドマン J・カプラー                          | エリック・ベンジ                      | 3:24 |

## チャート
| チャート（2003年）                                       | 最高位 |
| -------------------------------------------------------- | ------ |
| オーストラリア・アルバムチャート(ARIA)                   | 6      |
| オーストリア・アルバムチャート(エードライ・アオストリア) | 5      |
| ベルギー・アルバムチャート(Ultratop フランデレン地域圏)  | 1      |
| ベルギー・アルバムチャート(Ultratop ワロン地域圏)        | 3      |
| カナダ (Billboard)                                       | 1      |
| チェコ・アルバムチャート(ČNS IFPI)                       | 13     |
| デンマーク・アルバムチャート(Hitlisten)                  | 1      |
| オランダ・アルバムチャート(MegaCharts)                   | 3      |
| ヨーロッパ・アルバムチャート(Top 100)                    | 2      |
| フィンランド (Suomen virallinen lista)                   | 3      |
| フランス・アルバムチャート(SNEP)                         | 1      |
| ドイツ・アルバムチャート(Media Control)                  | 6      |
| ギリシャ・総合アルバムチャート(IFPI)                     | 8      |
| ハンガリー (MAHASZ)                                      | 14     |
| アイルランド・アルバムチャート(IRMA)                     | 10     |
| イタリア・アルバムチャート(FIMI)                         | 3      |
| 日本・アルバムチャート(オリコン)                         | 27     |
| ニュージーランド・アルバムチャート(Recorded Music NZ)    | 7      |
| ノルウェー・アルバムチャート(VG-lista)                   | 2      |
| ポーランド (ZPAV)                                        | 5      |
| ポルトガル・アルバムチャート(AFP)                        | 3      |
| スペイン・アルバムチャート(PROMUSICAE)                   | 3      |
| スウェーデン・アルバムチャート(スヴァリイェトプリストン) | 3      |
| スイス・アルバムチャート(Schweizer Hitparade)            | 1      |
| UK アルバムズ (OCC)                                      | 4      |
| US Billboard 200                                         | 2      |

| チャート（2003年）                                             | 順位 |
| -------------------------------------------------------------- | ---- |
| オーストラリア・アルバムチャート(ARIA)                         | 88   |
| オーストリア・アルバムチャート(Ö3 Austria)                     | 48   |
| ベルギー・アルバムチャート(Ultratop フランデレン地域圏)        | 15   |
| ベルギー・アルバムチャート(Ultratop ワロン地域圏)              | 33   |
| デンマーク・アルバムチャート(Hitlisten)                        | 17   |
| オランダ・アルバムチャート(MegaCharts)                         | 17   |
| フィンランド・洋楽アルバムチャート(Suomen virallinen lista)    | 13   |
| フランス・アルバムチャート(SNEP)                               | 43   |
| ハンガリー・アルバムチャート(MAHASZ)                           | 71   |
| イタリア・アルバムチャート(Hit Parade)                         | 42   |
| ニュージーランド・アルバムチャート(Recorded Music NZ)          | 47   |
| ノルウェー・ラッセファイリング期間中アルバムチャート(VG-lista) | 9    |
| スウェーデン・アルバムチャート(Sverigetopplistan)              | 38   |
| スイス・アルバムチャート(Schweizer Hitparade)                  | 17   |
| イギリス・アルバムチャート(OCC)                                | 108  |
| アメリカ・ビルボード200                                        | 33   |
| 全世界・アルバムチャート(IFPI)                                 | 10   |

## 認定と売上
| 国/地域                                             | 認定        | 認定/売上数 |
| --------------------------------------------------- | ----------- | ----------- |
| オーストラリア (ARIA)                               | Platinum    | 70,000^     |
| オーストリア (IFPI Austria)                         | Gold        | 15,000*     |
| ベルギー (BEA)                                      | Gold        | 25,000*     |
| カナダ (Music Canada)                               | 3× Platinum | 300,000^    |
| デンマーク (IFPI Danmark)                           | Platinum    | 50,000^     |
| フィンランド (Musiikkituottajat)                    | Gold        | 17,299      |
| フランス (SNEP)                                     | Platinum    | 300,000*    |
| ドイツ (BVMI)                                       | Gold        | 100,000^    |
| ギリシャ (IFPI Greece)                              | Gold        | 10,000^     |
| ニュージーランド (RMNZ)                             | Platinum    | 15,000^     |
| ノルウェー (IFPI Norway)                            | Gold        | 20,000*     |
| スペイン (PROMUSICAE)                               | Gold        | 50,000^     |
| スウェーデン (GLF)                                  | Gold        | 30,000^     |
| スイス (IFPI Switzerland)                           | Platinum    | 40,000^     |
| イギリス (BPI)                                      | Gold        | 204,075     |
| アメリカ合衆国 (RIAA)                               | 2× Platinum | 2,000,000^  |
| 概要                                                |             |             |
| ヨーロッパ (IFPI)                                   | Platinum    | 1,000,000*  |
| Worldwide                                           |             | 5,000,000   |
| * 認定のみに基づく売上数 ^ 認定のみに基づく出荷枚数 |             |             |

## 賞
| 年     | 賞                                 | 部門                                                |
| ------ | ---------------------------------- | --------------------------------------------------- |
| 2003年 | アメリカン・ミュージック・アワード | 好きなアーティスト – アダルト・コンテンポラリー部門 |
| 2004年 | ドラゴン・アワード                 | 年間女性アーティスト – 洋楽部門                     |

## 発売日
| 地域           | 日付          | レーベル                                 | 規格 | 品番                                         |
| -------------- | ------------- | ---------------------------------------- | ---- | -------------------------------------------- |
| ヨーロッパ     | 2003年3月24日 | ソニー・ミュージック、コロムビア         | CD   | COL 510877 2、COL 510877 9（香水付き限定盤） |
| アメリカ       | 2003年3月25日 | エピック                                 | CD   | 87185                                        |
| カナダ         | 2003年3月25日 | ソニー・ミュージック、コロムビア         | CD   | 87185                                        |
| 韓国           | 2003年3月25日 | ソニー・ミュージック、コロムビア         | CD   | CPK-2878                                     |
| 日本           | 2003年3月26日 | ソニー・ミュージック・ジャパン、エピック | CD   | EICP-200                                     |
| オーストラリア | 2003年3月28日 | ソニー・ミュージック、エピック           | CD   | 5108772                                      |